# Agritubel (ciclisme)
L'Agritubel és un antic equip francès de ciclisme professional en ruta, patrocinat principalment per l'empresa Agritubel. Formà part dels equips continentals professionals fins al 2009, quan desaparegué.

## Història
L'equip es fundà el 2001 amb el nom "Véloce Club Loudun", però no serà fins al 2005 quan esdevingui professional. El 2006 l'equip és convidat a prendre part al Tour de França, on guanyà l'etapa entre Kanbo i Pau amb Juan Miguel Mercado. El 2008 l'equip efectua una gran temporada, en aconseguir fins a 21 victòries, entre les quals destaca el Campionat de França en ruta aconseguit per Nicolas Vogondy. El 2009 el principal patrocinador de l'equip va decidir retirar-se com a patrocinador, malgrat la victòria en la classificació per equips de l'UCI Europa Tour.

## Principals resultats

### Curses per etapes
- Tour de l'Avenir: 2006 (Moisés Dueñas)
- Volta a la Gran Bretanya: 2007 (Romain Feillu) i 2008 (Geoffroy Lequatre)

### Resultats a les grans voltes
- Tour de França
  - 4 participacions (2006, 2007, 2008, 2009)
  - 2 victòries d'etapa:
    - 1 el 2006: Juan Miguel Mercado
    - 1 el 2009: Brice Feillu

### Campionats nacionals
- Campionat de França en ruta: Nicolas Vogondy (2008)

## Classificacions als circuits continentals
L'equip Agritubel, en tant que equip continental professional, participà principalment en les proves de l'UCI Europa Tour. La taula presenta les classificacions de l'equip al circuit, així com el seu millor ciclista en la classificació individual.
UCI Amèrica Tour
| Temporada | Classificació per equips | Millor ciclista en la classificació individual |
| --------- | ------------------------ | ---------------------------------------------- |
| 2007      | 37è                      | José Alberto Martínez (315è)                   |
| 2008      | 42è                      | Nicolas Vogondy (387è)                         |

UCI Europa Tour
| Temporada | Classificació per equips | Millor ciclista en la classificació individual |
| --------- | ------------------------ | ---------------------------------------------- |
| 2005      | 16è                      | Linas Balciunas (69è)                          |
| 2006      | 14è                      | José Alberto Martínez (46è)                    |
| 2007      | 7è                       | Romain Feillu (6è)                             |
| 2008      | 4t                       | Nicolas Vogondy (20è)                          |
| 2009      | 1r                       | Romain Feillu (4t)                             |

UCI Oceania Tour
| Temporada | Classificació per equips | Millor ciclista en la classificació individual |
| --------- | ------------------------ | ---------------------------------------------- |
| 2007      | 23è                      | Juan Miguel Mercado (72è)                      |

A partir del 2009 es creà una classificació mundial:
| Temporada | Classificació per equips | Millor ciclista en la classificació individual |
| --------- | ------------------------ | ---------------------------------------------- |
| 2009      | 25è                      | Brice Feillu (117è)                            |